# Polyocha anerastiodes
Polyocha anerastiodes is een vlinder uit de familie snuitmotten (Pyralidae). De wetenschappelijke naam van deze soort is voor het eerst geldig gepubliceerd in 1905 door Warren & Rothschild.
De soort komt voor in tropisch Afrika.